# Sangalopsis dora
Sangalopsis dora là một loài bướm đêm trong họ Geometridae.